# Paul Lacôme d'Estalenx
Paul Lacôme d'Estalenx (Le Houga, Gers, 4 de març de 1838 - 12 de desembre de 1920) fou un escriptor i compositor francès.
Estudià amb Josep Puig Absubide, organista a Aire-sur-Adour, 1857-1860. Guanyà un premi en un concurs d'una revista, amb una opereta, Le dernier des paladines, i s'instal·là a París, on va escriure la crítica musical i tenia més de 20 operetes realitzades entre 1870 i finals de segle, quan retornà a la seva Gascunya nadiua. La que va tenir més èxit a França fou Jeanne, Jeannette et Jeanneton (1876), el llibret que havia estat refusat per Jacques Offenbach, però ma mie Rosette (1890) assolí gran popularitat a la Gran Bretanya.
La seva composició més amplament coneguda és probablement la Duet Estudiantina Española que es publicà el (1882) i al redós de la qual Waldtteufel va escriure un vals del mateix nom. A més d'operetes i cançons, Lacome va compondre música d'orquestra, música de cambra i peces per a piano.
Lacôme era amic d'Emmanuel Chabrier, que per la seva correspondència es desprèn que eren molt amics. Va tenir unes crítiques molt ferotges al seu estil i a la seva i pot ser que això l'impedís que la seva música assolis de tindre més èxit.

## Obra escrita
A Lecome se li deu la novel·la La Toussaint, que aconseguí gran celebritat en el seu temps, i dues obres d'història del teatre: Les fondateurs de l'opéra comique i, L'opéra et l'opéra comique.